# Minamoto no Yoshiie

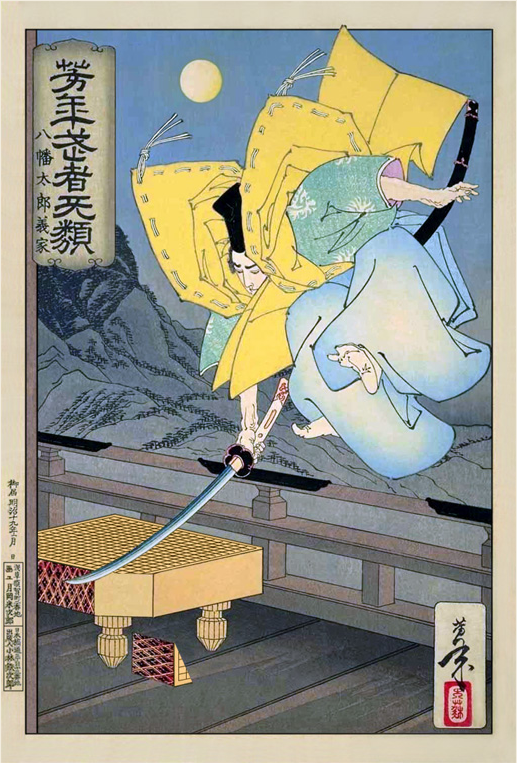
Pintura de Minamoto no Yoshiie, por Tsukioka Yoshitoshi

Minamoto no Yoshiie (源义家, , 1039-4 de agosto de 1106), também conhecido como Hachimantarō , era um samurai do Clã Minamoto do Período Heian, e Chinjufu Shogun (Comandante-em-chefe da defesa do Norte). O primeiro filho de Minamoto no Yoriyoshi, teve seu batismo de sangue na batalha contra o Clã Abe na Guerra Zenkunen (Primeira Guerra dos Nove Anos)  e logo após contra o Clã Kiyowara na Guerra Gosannen (chamada de Segunda Guerra dos Três Anos). Posteriormente, tornou-se uma espécie de paradigma do samurai com relação a sua habilidade e bravura.

## A Guerra Zenkunen
Em 1050, Abe no Yoritoki ocupava o cargo de Chinjufu Shogun, o Clã Abe era encarregado desse cargo por muitas gerações, o comandante-chefe da defesa do norte em Honshu contra os nativos de Ezo (povo  Ainu). Efetivamente, no entanto, Yoritoki comandava toda a região, negando ao Governador oficial qualquer poder verdadeiro. Como resultado, o pai de Yoshiie foi designado tanto Chinjufu Shogun quanto governador, e Yoshiie viajou para o norte com seu pai para resolver a situação.
A campanha contra o Clã Abe durou 12 anos, ou nove se se subtrairmos os curtos períodos de cessar-fogo e de paz. Yoshiie lutou ao lado de seu pai, na maioria, se não em todas, as batalhas. Abe no Yoritoki morreu em 1057, mas seu filho Abe no Sadato assumiu o comando das forças de seu pai.
A luta culminou em 1062, em uma série de ações que reforçaram a reputação Yoshiie. Abe no Sadato atacou as forças de Minamoto, mas, sofreu uma reversão, retirou-se para um forte próximo ao Rio Kuriya. Yoriyoshi ordenou um ataque sobre a Fortaleza Kuriyagawa, e e deixou a em chamas, forçando Sadato a fugir. Durante a retirada caótica, Yoshiie  perseguiu Sadato a cavalo, segundo o relato no Waki Mutsu (A História de Mutsu):
| “ | O primeiro filho do Yoriyoshi, Hachimantarō, deu perseguição ao longo do rio Koromo e gritou: "Senhor, você dá as costas para seu inimigo! Você não tem vergonha? Vire-se um minuto, tenho uma coisa para te dizer". Quando Sadato virou, Yoshiie disse: Koromo no Tate wa hokorobinikeri (O Castelo Koromo foi destruído, ou alternativamente As rugas de seu manto foram desfeitas). Sadato relaxou um pouco as rédeas e, virando a cabeça protegida com um elmo, respondeu: Toshi o heishi ito no Midare no ni kurushisa (Ao longo dos anos tornou-se fios emaranhados, e isso me dói) Ouvindo isto, Yoshiie guardou a flecha que tinha preparado para atirar, e voltou ao seu acampamento. No meio de uma batalha selvagem, era a coisa honrada a ser feita. | ” |

Yoshiie voltou a Kyoto em 1063 cedo com as cabeças de Abe no Sadato e de muitos outros. Como resultado de seu talento no campo de batalha, ele ganhou o nome de Hachimantarō, referindo-se a ele como o filho de Hachiman, o deus da guerra. No ano seguinte, Yoshiie pegou vários seguidores do Abe, e os tomou como cativos, como servos.

## A Guerra Gosannen
Mais de vinte anos depois, Yoshiie era agora o comandante-chefe em outro conflito importante do Período Heian. Iniciada em 1083, ele lutou contra o Clã Kiyowara, que lutou ao lado dele e de seu pai contra o Clã Abe, mas que desde então provaram ser governantes fracos nas províncias do norte.
Nomeado governador da Província de Mutsu em 1083, Yoshiie tomou para si, sem ordens da Corte Imperial, a tarefa de trazer um pouco de paz e ordem para a região. Uma série de disputas entre Kiyowara no Masahira , Kiyowara no Narihira e Kiyowara no Iehira pela liderança do clã se tornou violenta.
Ocorreu uma série de batalhas e escaramuças entre as forças de Yoshiie e as várias sub-facções Kiyowara. Tudo terminou em 1087, na paliçada Kanazawa. Yoshiie, junto com seu irmão mais novo Minamoto no Yoshimitsu e Fujiwara no Kiyohira, assaltaram o posto ocupado por  Iehira e seu tio  Kiyowara no Takahira. Depois de muitos meses de cercos e escaramuças, a paliçada foi incendiada, e os Kiyowara derrotados; Takahira e Iehira foram mortos. As forças Minamoto sofreram grandes perdas.
Yoshiie era um líder especialmente qualificado, mantendo a moral da tropa e preservando a disciplina entre os guerreiros.